# ニューカマーズ
『ニューカマーズ』（NEW COMERS）は、フジテレビで放送されている深夜単発特別番組枠である。2003年4月20日より放送開始。2012年9月より無期限の枠休止中。

## 概要
若手ディレクターが週代わりで制作。バラエティー企画が中心ではあるが、ときにはドラマや音楽番組など、必ずしもバラエティーのみにとらわれない毎週実験的な番組を放送している。当番組で放送された企画から、後にレギュラー番組や改編期特番に昇格した企画もある。ただし、最近では毎月1、2回は「ニューカマーズ傑作選」と題した過去の企画の再放送を行っている。

## 放送枠の変遷
- 月曜 25:04→25:08 - 25:59（2005年10月 - 2007年3月）
- 日曜 24:55 - 25:45（2007年4月 - 9月）
- 月曜 25:10 - 26:10（2007年11月 - 2010年3月）
- 金曜 25:35 - 26:35（2010年4月 - 2011年3月）
- 土曜 25:35 - 26:35（2011年4月 - 2012年4月、「DO!深夜」枠の一部として放送）
- 土曜 25:50 - 26:50（2012年5月26日 - 2012年9月1日、「DO!深夜」枠の一部として放送）

2007年3月までは月曜深夜の「登龍門」枠内で放送されていたが、2007年4月から9月までの半年間は日曜深夜の「サンパラ」枠内での放送となった。2007年11月から2010年3月までは再び「登龍門」枠内に戻り、2010年4月からは「金キラ☆ナイト」の第2枠に移動となった。また、2010年の1年間は毎月1回の頻度でアニメ「刀語」を放送するため、番組を休止する。

## ネット局
2012年3月のレギュラーネット局
- フジテレビ
- 岩手めんこいテレビ（日曜 24:25 - 25:25）
- テレビ静岡（日曜 24:45 - 25:45）
- 石川テレビ（日曜 24:25 - 25:25）
- 北海道文化放送（基本 金曜 25:50 - 26:50）枠名「フジ深」として基本2週遅れ、お台場APPSラボのみ同時ネット

上記放送局以外でも当番組を主に深夜帯の穴埋め番組として不定期でネットする局あり。
過去のレギュラーネット局
- 仙台放送（2010年3月まで同時ネット、2005年12月までは地上デジタル放送工事のため未放送）
- 福島テレビ（水曜 25:15 - 26:15）(24 -TWENTY FOUR-放送時は休止)
- 新潟総合テレビ（月曜 25:15 - 26:15）

サンパラ枠までのレギュラーネット局（同時ネット）
- 長野放送
- 岡山放送

2007年3月までのレギュラーネット局
- テレビ静岡（木曜 25:05 - 26:00）
- テレビ長崎（木曜 24:45 - 25:40）

## 主な企画
- 就職の神様 - 2004年〜2011年は「ニューカマーズ」枠で放送。
- 放送禁止
- デッドエイジ - 2004年。2005年にゴールデンタイム進出。
- イマだ!タレント再生工場 「ノムさん」 - 2005年。2006年にゴールデンタイム進出。
- FNS地球特捜隊ダイバスター - 2005年、「ニューカマーズ」枠で放送後、「DO!深夜」枠内でレギュラー放送化。
- 100人目のバカ - 2005年。
  - ニンゲンBOX〜プレミア!新種バカ図鑑〜 - 2006年。
- フェイク・オフ〜完全なる相関図〜 - 2006年、「ニューカマーズ」枠で放送直後、「登龍門」枠内でレギュラー放送化。
- カシアスRECORDS - 2006年。2009年にも関連番組「ヘキサゴンオーディション2009三次予選後編」が放送された事がある。
- 東京マスメディア会議 - 2007年。
- THE THREE THEATER - 2008年、「ニューカマーズ」枠で放送後、レギュラー放送化。（後の爆笑レッドシアター）
- 芸能人こだわり王講座 イケタク - 2008年、「ニューカマーズ」枠で放送後、レギュラー放送化。
- お台場お笑い道（フジテレビONE） - 2008年。
- あいまい語ペディア - 2008年。
- お台場APPSラボ - 2010年。第2回をネット局以外の35局が同時ネット。
- 不マジメ坊主のよもやま話!ホーホー寺 - 2010年
- YOU vs. 7 - 2011年
- みみたこ - 2011年。2012年にゴールデンタイム進出。
- Numer0n - 2011年、DO!深夜「ニューカマーズ」枠で放送後、レギュラー放送化。
- 地球侵略!ダバダバ大戦 - 2011年、2012年。
- Q1 - 2012年。
- キスマイBUSAIKU!? - 2012年、DO!深夜「ニューカマーズ」で放送後、レギュラー放送化。